# The Treatment
The Treatment est un groupe britannique de hard rock, originaire de Cambridge, Cambridgeshire, en Angleterre. Auparavant, les membres du groupe avaient joué ensemble sous le nom de God Sacks Man.

## Histoire
En 2011, le groupe joue au Sonisphere Festival sur la scène Jägermeister. Plus tard en 2011, une tournée britannique organisée par le label Powerage présente The Treatment, aux côtés de New Device, Lethargy et Million Dollar Reload. Après le Medication For The Nation Tour au Royaume-Uni en décembre 2011, le groupe part en tournée en première partie d'Alice Cooper, de Steel Panther et de Thin Lizzy.
Leur premier album, This Might Hurt, sort le 19 septembre 2011 sur Universal Music Group et Spinefarm Records. Plus tard, le 21 avril 2012, The Treatment et Spinefarm sortent un EP avec des reprises de chansons de groupes tels que Electric Light Orchestra, Slade et d'autres. Le disque s'intitule Then and Again. The Treatment joue plus tard sur la scène Pepsi Max du Download Festival à Castle Donington, au Royaume-Uni, le 9 juin 2012.
En 2012, le groupe part en tournée avec Kiss et Mötley Crüe dans le cadre de leur tournée The Tour. En 2013, ils jouent à l'Ozzfest au Japon et quatre dates avec Slash au Royaume-Uni. Ils font également  la première partie de Status Quo lors de leur tournée de réunion Frantic Four avec le line-up original de Quo en 2013.
Le 3 février 2014 sort le deuxième album complet intitulé Running With the Dogs.
En partenariat avec Reckless Love, Treatment sort une mini-compilation en vinyle orange de 12 pouces à l'occasion du Record Store Day en 2014. La compilation est publiée par Spinefarm Records, et comprend 2 titres de chaque groupe. Le 29 mars 2015, le groupe annonce que son leader Matt Jones quitte The Treatment. Le 7 mai 2015, le groupe annonce que Mitchel Emms et Tao Grey sont les nouveaux membres de The Treatment. Le groupe avait joué quelques concerts secrets avec ce line-up, puis le 25 juillet 2015, ils jouent au Steelhouse Festival aux côtés de Y&T, Nazareth et UFO. En septembre 2015, le groupe est invité spécial sur la tournée au Royaume-Uni avec W.A.S.P. Le 7 octobre 2015, le groupe est signé par le label italien Frontiers Records.
En septembre 2017, le vocaliste Mitchel Emms se sépare du groupe. En décembre 2017, Tom Rampton (ex-Freeway Mad) est annoncé comme nouveau vocaliste. En janvier 2018, le single Bite Back est publié, qui fait partie du prochain album Power Crazy, dont la sortie est annoncée pour le 22 mars, suivi d'une tournée pour le soutenir. Début mars 2018, le label publie une vidéo pour la chanson Hang them High, puis un autre clip pour Luck of the Draw, dont le style est radicalement différent de celui des œuvres typiques du groupe. Le 13 mars 2019 sort le quatrième album, intitulé Power Crazy, qui utilise des parties de guitare des albums précédents, comme Hang Them High et The Doctor.
2020 est l'année où le groupe prépare son cinquième album studio.

## Discographie

### Albums studio
- 2011 : This Might Hurt (Spinefarm Records)
- 2012 : Then and Again (EP, Spinefarm Records)
- 2014 : Running with the Dogs (Spinefarm Records)
- 2016 : Generation Me (Frontiers Records)
- 2019 : Power Crazy (Frontiers Records)
- 2021 : Waiting For Good Luck (Frontiers Records)

### Vidéos et singles
- Drink, Fuck, Fight (2012)
- The Doctor (2012)
- Nothing to Lose but Our Minds (2012)
- Emergency (2014)
- I Bleed Rock and Roll (2014)
- Let It Begin (2016)
- Backseat Heartbeat (2016)
- Let’s Get Dirty (2018)
- Hang Them High (2019)
- Luck Of The Draw (2019)
- Rat Race (2021)
- Wrong Way (2021)